# 在我說之前 請抱緊我
《在我說之前 請抱緊我》是日本女子偶像組合Juice=Juice的第1张獨立製作单曲，於2013年4月3日由UP-FRONT WORKS发售。

## 概要
- 《在我說之前 請抱緊我》是Juice=Juice第1张獨立製作单曲。
- 此單曲有1個版本「CD ONLY」。
- 在4月15日於Oricon公信榜單曲每週排行榜取得第25位。[1]
- 此單曲是早安家族內首個組合以第1張獨立製作單曲登上公信榜單曲週榜，真野惠里菜和S/mileage均以第3張獨立製作單曲《LALALA·SOSOSO》、《喜歡》才得以登上公信榜單曲週榜。

## 收錄内容
| CD   | CD                                  | CD   | CD         |
| 曲序 | 曲目                                | 词曲 | 编曲       |
| ---- | ----------------------------------- | ---- | ---------- |
| 1.   | 在我說之前 請抱緊我                 | 淳君 | 平田祥一郎 |
| 2.   | 在我說之前 請抱緊我（Instrumental） | －   | －         |

## 外部連結
- Juice=Juice官方網站（日語）
- YouTube上的《在我說之前 請抱緊我》MV
- YouTube上的《在我說之前 請抱緊我》Dance Shot Ver.（英日字幕）